# 숙영낭자전 (1928년 영화)
《숙영낭자전》은 한국에서 제작된 이경손 감독의 1928년 영화이다. 이경손 등이 주연으로 출연하였고 이경손 등이 제작에 참여하였다.

## 출연

### 주연
- 이경손
- 조경희
- 김명순
- 김강